# Medzany
Medzany (em húngaro: Megye) é um município da Eslováquia, situado no distrito de Prešov, na região de Prešov. Tem 7,07 km² de área e sua população em 2018 foi estimada em 890 habitantes.

## Demografia
| Ano:        | 1994 | 2004 | 2014    | 2024    |
| ----------- | ---- | ---- | ------- | ------- |
| Broj ljudi: | 525  | 609  | 815     | 1095    |
| Razlika:    |      | +16% | +33,82% | +34,35% |

| Ano:               | 2023 | 2024   |
| ------------------ | ---- | ------ |
| Número de pessoas: | 1065 | 1095   |
| Diferença:         |      | +2,81% |